# أكاستا نايس
مركب أكاستا نايس (بالإنجليزية: Acasta Gneiss)‏، هو جسم من الصخور الفلسية إلى فوق المافية القاعدية من الدهر السحيق والصخور النايسية، التي تشكل الحافة الشمالية الغربية لراسخة سليف في الأقاليم الشمالية الغربية في كندا، على بعد حوالي 300 كيلومتر شمال يلونايف. يتكون هذا المركب الجيولوجي إلى حد كبير من صخور النايس التونالية والديوريتية وكميات أقل من صخور النايس المافية وفوق المافية. وهو يقع تحت ويخفي إلى حد كبير غطاء رقيق ومتقطع من الرواسب الجليدية الرباعية على مساحة تبلغ حوالي 13,000 كيلومتر مربع. يحتوي مركب أكاستا نايس على أجزاء من أقدم قشرة معروفة وسجل لأكثر من مليار سنة (>4.0–2.9 مليار سنة) من الصخور المنصهرة والتحول. يظهر مركب أكاستا نايس في مجموعة من طيات المحدّبة المركبة داخل طيات المقدمة وحزام الدفع في تجبل ووبماي من حقبة الطلائع القديمة.